# Zygmunt Liczbiński

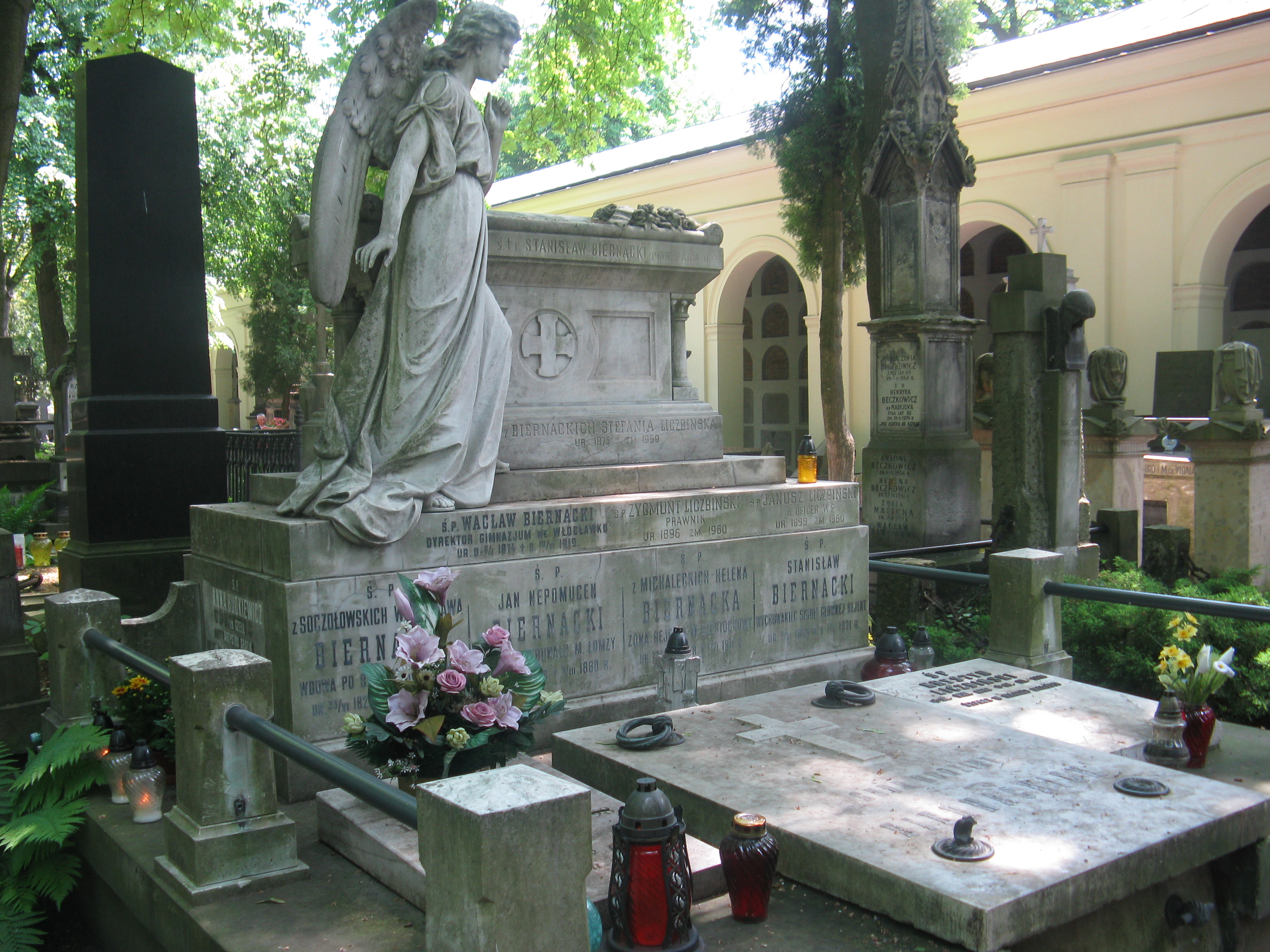
Grobowiec Biernackich i Liczbińskich

Zygmunt Liczbiński (ur. 27 maja 1896 w Częstochowie, zm. 27 maja 1960 w Milanówku) – polski prawnik i urzędnik konsularny.

## Życiorys
Absolwent Gimnazjum im. Staszica w Warszawie (1914), wydziału prawa Uniwersytetu Warszawskiego (1914–1919), wydziału politycznego Wyższej Szkoły Nauk Politycznych w Warszawie. Studiował też na Politechnice Warszawskiej i w Wyższej Szkole Nauk Politycznych w Paryżu (École des Sciences Politiques). W 1925 wstąpił do polskiej służby zagranicznej, pełniąc m.in. funkcje – urzędnika MSZ (1925–1926), wicekonsula w Rydze (1926–1927) i Kolonii (1927–1928), wicekonsula i kierownika konsulatu w Ełku (1928–1930), wicekonsula w Lyonie (1931–1932), oraz konsula w Niemczech (1934–1935). Następnie pracował w charakterze tłumacza w Ministerstwie Komunikacji (1935–1937). Okupację spędził w kraju. Po wyzwoleniu był zatrudniony w szeregu redakcjach. Pochowany na cmentarzu Powązkowskim w Warszawie (kwatera 20-2-26). 